# Bishop (Texas)
Bishop es una ciudad ubicada en el condado de Nueces en el estado estadounidense de Texas. En el Censo de 2010 tenía una población de 3.134 habitantes y una densidad poblacional de 511 personas por km².

## Geografía
Bishop se encuentra ubicada en las coordenadas 27°35′7″N 97°47′52″O / 27.58528, -97.79778. Según la Oficina del Censo de los Estados Unidos, Bishop tiene una superficie total de 6.13 km², de la cual 6.13 km² corresponden a tierra firme y (0%) 0 km² es agua.

## Demografía
Según el censo de 2010, había 3.134 personas residiendo en Bishop. La densidad de población era de 511 hab./km². De los 3.134 habitantes, Bishop estaba compuesto por el 86.53% blancos, el 1.47% eran afroamericanos, el 0.77% eran amerindios, el 0.32% eran asiáticos, el 0% eran isleños del Pacífico, el 9.09% eran de otras razas y el 1.82% pertenecían a dos o más razas. Del total de la población el 67.49% eran hispanos o latinos de cualquier raza.